# Turdus ludoviciae
El zorzal somalí  (Turdus ludoviciae) es una especie de ave paseriforme de la familia de los túrdidos. Es endémica del norte de Somalia.

## Descripción
Tiene la cabeza y el pecho negro, el pico amarillo, la espalda y las alas marrón y el vientre gris con bordes rojos.
Sus hábitat natural son los bosques montanos de enebro y áreas abiertas de entre 1300 y 2000 m. Está amenazado por pérdida de hábitat y fue clasificado anteriormente como en peligro crítico por la UICN.  Las investigacines recientes han encontrado que la pérdida de hábitat no es tan grave como se temía y la especie fue bajada a vulnerable en 2008. Los esfuerzos locales de conservación aparentemente han ayudado a la protección de los bosques.